# Акантокалициум короткоколючковый
Акантокалициум короткоколючковый (лат. Acanthocalycium brevispinum) — вид кактусов из рода Акантокалициум.

## Описание
Стебель тёмно-зелёный, цилиндрический, до 50 см длинной. Рёбра (14—25) прямые, высокие. Колючки (2—6) светло-коричневые, упругие, эластичные, их можно рассматривать как центральные.
Цветки сернисто-жёлтые, 2,5 см длиной и около 4 см в диаметр. Цветочная трубка с небольшим количеством чешуек. Плоды тёмно-зелёные, округлой формы, до 1,5 см в поперечнике. Семена крупные, от тёмно-коричневых до чёрных.

## Распространение
Акантокалициум короткоколючковый встречается в Аргентине (провинции Сальта и Тукуман).